# ژان بلت
ژان بِلِت ((به انگلیسی: Jean Bellette)‏ (۲۵ مارس ۱۹۰۸ – ۱۶ مارس ۱۹۹۱) نقاش اهل استرالیا بود.